# Rodrigo Arocena
Rodrigo Arocena Linn (* 23. Februar 1947 in Montevideo) ist ein uruguayischer Mathematiker, Hochschullehrer, Journalist und Publizist.
Arocena beendete sein Studium der Mathematik 1976 erfolgreich an der Universidad Central de Venezuela und promovierte dort drei Jahre später bei Mischa Cotlar. Einen weiteren Doktortitel in Entwicklungsforschung erwarb er 1990 am Zentrum für Entwicklungsforschung (Centro de Estudios del Desarrollo (CENDES)) jener Universität. Doktorvater war Heinz Rudolf Sonntag.
Seit 1987 ist er als Dozent an der Universidad de la República (UdelaR) in Montevideo tätig. Von 2006 bis 2014 war er Rektor dieser Universität. Derzeit ist er Inhaber einer Professur (Profesor titular) für Wissenschafts- und Entwicklungsforschung an der Facultad de Ciencias der UdelaR.

## Auszeichnungen (Auszug)
1985 wurde er seitens der venezolanischen Fundación Polar mit dem Premio "Lorenzo Mendoza Fleury" in Mathematik ausgezeichnet. 1999 erhielt er gemeinsam mit Judith Sutz den Preis des uruguayischen Bildungs- und Kulturministeriums (Ministerio de Educación y Cultura) in der Sparte "Forschung und Lehre" (Investigación y Difusión Científica) für das im Vorjahr erschienene gemeinsame Buch.

## Veröffentlichungen

### Bücher
- Los desafíos del cambio tecnológico. Comprender los peligros. Construir las oportunidades, FESUR-Fundación de Cultura Universitaria, Montevideo, 1989, mit J. Sutz
- El futuro: ¿destino o tarea?, FESUR - Fundación de Cultura Universitaria, Montevideo, 1989, mit V. Ganón, P. Martínez, A. Pérez García, D. Saráchaga, T. Vera

- La política tecnológica y el Uruguay del 2.000, FESUR - LOGOS, Montevideo, 1991, mit J. Sutz als Herausgeber

- La crisis del socialismo de Estado y más allá, Ediciones Trilce, Montevideo, 1991

- Reforma Constitucional - Aportes para una discusión necesaria, FESUR, Montevideo, 1992, mit K.Bodemer

- Cambio tecnológico y desarrollo, Centro Editor de América Latina, Buenos Aires, 1993

- La vigencia de las propuestas socialistas. Aportes para la discusión, FESUR-Ediciones de Ciencias Sociales, Montevideo, 1994, als Herausgeber

- Ciencias, técnicas y sociedad. Antología introductoria, selección de R.Arocena, Ed. Trilce, Montevideo, 1995

- La cuestión del desarrollo mirada desde América Latina. Una introducción, Editorial Universitaria de Ciencias, Montevideo, 1995

- Revolución tecnológica, globalización y perspectivas del trabajo, INCASUR, Buenos Aires, 1996

- Competitividad ¿hacia dónde puede ir Uruguay?, CIESU-Ed. Trilce, Montevideo, 1996, mit I. Bortagaray

- Qué piensa la gente de la innovación, la competitividad, la ciencia y el futuro, CIESU-Ed. Trilce, Montevideo, 1997

- La Innovación y las Políticas en Ciencia y Tecnología para el Uruguay, Ed. Trilce, Montevideo, 1998, mit J. Sutz

- La Universidad Latinoamericana del futuro. Tendencias - Escenarios - Alternativas, Colección UDUAL (Unión de Universidades de América Latina), Mexiko, 2001, mit J. Sutz

- Subdesarrollo e innovación. Navegando contra el viento, Cambridge University Press, Madrid, 2003, mit J. Sutz

- Para un Nuevo Desarrollo, edición bilingüe español-portugués, Secretaría de Cooperación Iberoamericana, Colección Prisma, Madrid, 2005, mit J. Sutz[1]